# Mandelshagen
Mandelshagen è una frazione del comune di Blankenhagen nel Meclemburgo-Pomerania Anteriore, in Germania.

Il comune di Blankenhagen appartiene al circondario (Landkreis) di Rostock, ed è parte della comunità amministrativa (Amt) del Carbäk.
Fino al 1º gennaio 2012 era comune autonomo, il territorio comunale comprendeva a sua volta tre centri abitati (Ortsteil):
- Billenhagen
- Cordshagen
- Mandelshagen